# 濱井正吾
濱井 正吾（はまい しょうご、1990年11月11日 - ）は、日本のYouTuber・教育ジャーナリスト・ラジオパーソナリティ。

## 略歴・人物
兵庫県丹波市出身。丹波市立和田小学校、丹波市立和田中学校を経て兵庫県立篠山産業高等学校（商業科）を卒業後、推薦入試で合格した大阪産業大学経済学部に進学し、3年次に龍谷大学経済学部現代経済学科へ編入学し卒業。
周囲に大卒者がいない環境で生まれ育った。10歳のとき、父が脳出血で働けなくなり低所得世帯になったことで、高校卒業後にすぐ働きに出るつもりで職業科のある高校へ進む。しかし、高校時代にいじめを受けた経験から、社会的に偉くなって見返したいと思い、奨学金を借りて大学に進学。
大阪産業大学在学中から仮面浪人として受験勉強を開始し、編入学した龍谷大学でも仮面浪人を続ける。卒業後は、証券会社の契約社員として就職。しかし、受験勉強を優先するために10日で退職し、配置薬会社に再就職。その後、昼は会社、夜は予備校という生活を送り、受験費用300万円を貯めて退職。それから受験勉強に専念し、27歳で早稲田大学教育学部国語国文学科に一般受験で合格。2018年に入学し、2022年に卒業した。
卒業後に入社した株式会社カルペ・ディエムでは教育事業を担当し、タレントの小倉優子の大学受験指導に関わった。
2019年から「9浪はまい」を名乗りバンカラジオに出演する。
2019年に第15回出版甲子園決勝大会に出場。
2020年より調布FMにて自身がパーソナリティを担当する、『アラサー大学生はまいのまじめの一歩』の放送が開始。
2022年より幻冬舎ゴールドオンライン、東洋経済オンライン、2024年よりダイヤモンド・オンライン、サンクチュアリ出版 ほんよま、2025年よりみんかぶマガジンで連載を執筆する。
2023年より、東京大学大学院教育学研究科を受験するため、株式会社カルペ・ディエムとの雇用契約を業務委託に切り替える。一次試験は合格したものの二次試験で不合格となり、浪人を決意。また、東洋経済オンラインの連載『浪人したら人生「劇的に」変わった』でソーシャルインパクト賞を受賞。数回、数年に渡って浪人をした"多浪生"に焦点を当て、取材対象者 1人ひとりの人生ドラマを描くとともに、家庭環境や教育格差など、社会問題にも触れ、多くの読者の反響を呼んだ。
2024年は、東京大学大学院教育学研究科に加え、一橋大学大学院社会学研究科と早稲田大学大学院教育学研究科を受験するが、いずれも一次試験で不合格に終わる。

## 主な出演
- アラサー大学生はまいのまじめの一歩（2020年10月2日 -、調布エフエム放送）[3]
- ABEMA Prime（2021年9月13日、2022年3月11日、2024年1月16日、2024年1月26日、2024年12月4日ABEMA）[19][20][21][22]
- 激レアさんを連れてきた。（2022年5月9日、テレビ朝日）[23]
- 家、ついて行ってイイですか?（2022年6月20日、テレビ東京）[24]
- 月曜の蛙、大海を知る。（2023年3月6日、毎日放送）[25]
- おはスタ（2023年4月6日、2023年4月13日、2023年5月4日、テレビ東京）[26]
- 東大王（2023年4月19日、TBSテレビ）[27]
- THE TIME,（2024年1月22日、TBSテレビ）[28]

## 著書
- 浪人回避大全「志望校に落ちない受験生」になるためにやってはいけないこと（2022年4月27日、日本能率協会マネジメントセンター） ISBN 9784800590091
- 多浪で人生変えられますか?: ――大学受験と格闘した20人の記録（2025年9月27日、笠間書院） ISBN 9784305710574

## 監修
- ガクサン 6巻（55冊目、56冊目『うるしと社会人受験①②』）（2023年11月22日、講談社） ISBN 9784065336984